# 中华循道公会弘道堂旧址
中华循道公会弘道堂旧址是中国武汉的一座历史建筑，位于武昌区武珞路261号（现为345号 ）。该建筑由英国循道公会建于1907年，为博文书院的礼拜堂。现属付家坡小学。 
该建筑已被列为武汉市优秀历史建筑加以保护，序号1-080，分类号502907。保留原因为教育史、宗教史建筑，保护等级二级。 